# Marie Kubišová (1912)

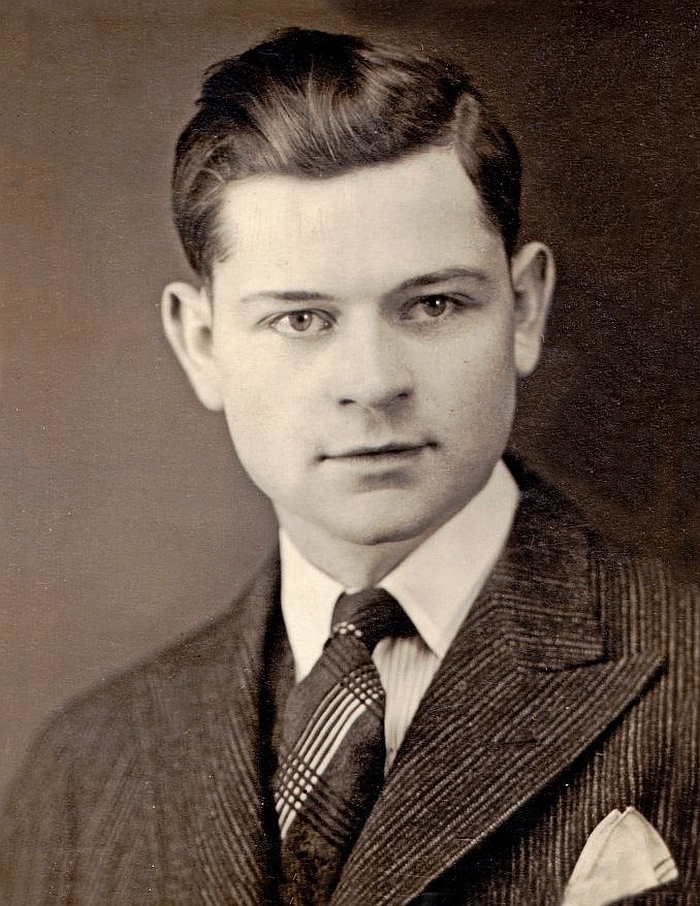
Její manžel Rudolf Kubiš – nejstarší bratr Jana Kubiše

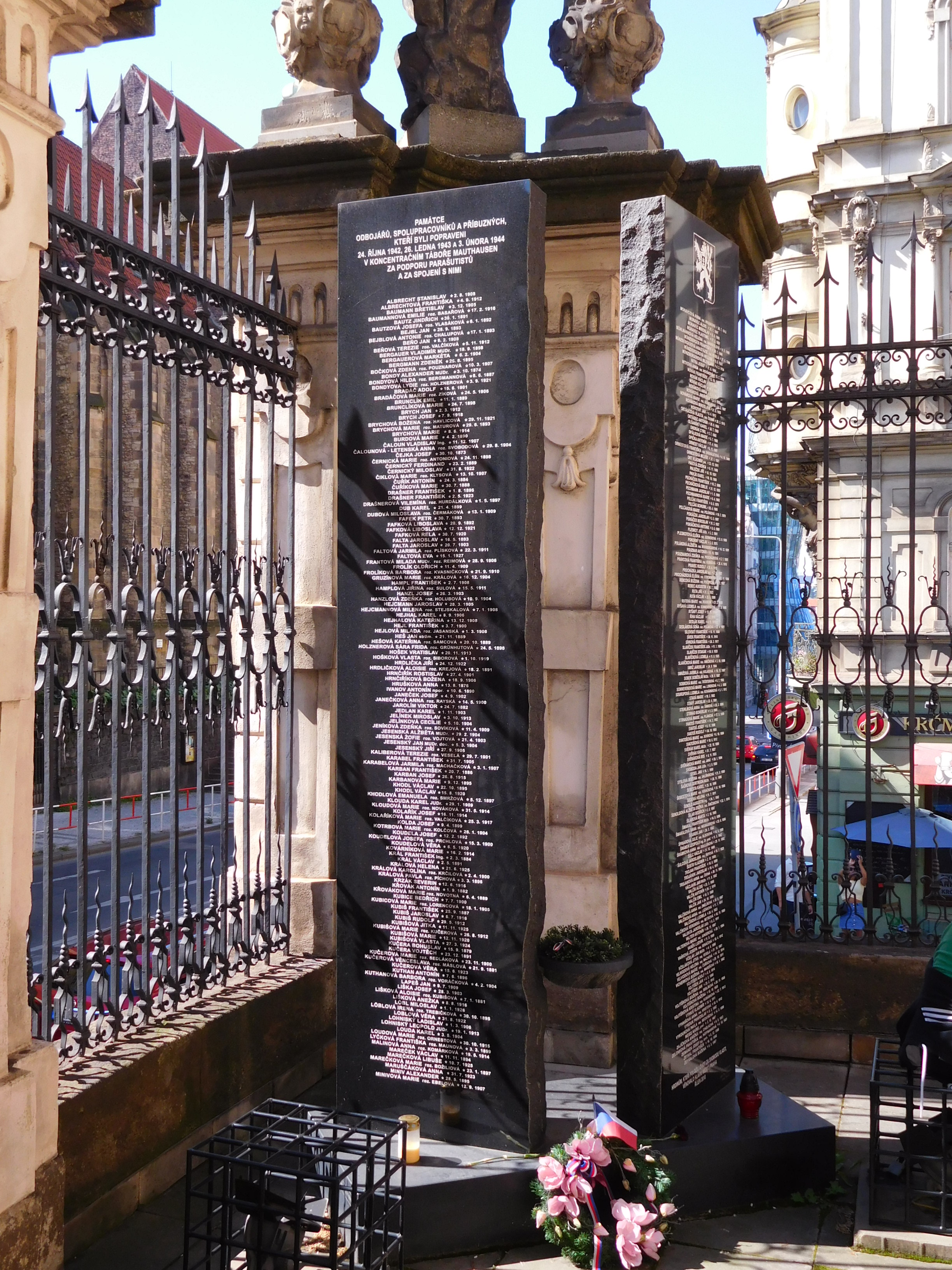
Pomník odbojářům popraveným a umučeným v souvislostí s operací Anthropoid (Resslova ulice)

Marie Kubišová, rozená Kučerová (26. srpna 1912 Okřešice – 24. října 1942 koncentrační tábor Mauthausen) byla manželkou nejstaršího bratra atentátníka rotmistra Jana Kubiše. Společně se svým manželem Rudolfem Kubišem byla na základě této příbuzenské vazby zavražděna (spolu s dalšími podporovateli parašutistů ze skupiny Anthropoid) v koncentračním táboře Mauthausen.

## Život
Marie Kubišová (rozená Kučerová) se narodila v Okřešicích dne 26. srpna 1912 do rodiny Jana Kučery (domkaře v Okřešicích) a jeho manželky Anny Kučerové, rozené Kratochvílové. Marie byla římskokatolického vyznání a živila se jako pomocnice v domácnosti v Třebíči. Za třebíčskho krejčího Rudolfa Kubiše (* 29. května 1912 Dolní Vilémovice 79 – 24. října 1942 koncentrační tábor Mauthausen) se Marie provdala 28. února 1938 v Třebíči v kostele svatého Martina z Tours. Rudolf Kubiš byl nejstarším bratrem atentátníka rotmistra Jana Kubiše. Společně s Rudolfem Kubišem bydlela Marie v Třebíči na adrese Rybniční číslo popisné 99 a v roce 1938 v Třebíči na Karlově náměstí 21. Syn manželů Marie a Rudolfa Kubišových dostal jméno po otci (Rudolf) a spatřil světlo světa v roce 1938. Rudolf Kubiš byl spolupracovníkem paraskupiny Anthropoid a se svým bratrem Janem Kubišem udržoval spojení již od února 1942. A byl to právě krejčí Rudolf Kubiš, kdo svému bratru Janovi ušil tmavý oblek, který měl rotmistr Jan Kubiš na sobě v den útoku na zastupujícího říšského protektora Reinharda Heydricha.
Gestapo ani jiné německé vyšetřovací orgány (např. kriminální policie nebo Sicherheitsdienst) nikdy nedokázaly, že Marie byla zapojena jakýmkoliv způsobem do protiněmeckých ilegálních aktivit. Stejně jako mnohým dalším se jí stala osudnou zrada Karla Čurdy (16. června 1942), po které následovala vlna zatýkání.
Marie Kubišová byla zatčena 20. června 1942 jen z důvodu příbuzenské vazby s atentátníkem Janem Kubišem. V době zatčení byla Marie Kubišová ve vysokém stupni těhotenství. Její novorozený syn Jan Kubiš (* 1942) přišel na svět v červenci 1942 během jejího věznění.
Stanný soud v Praze ji v nepřítomnosti 29. září 1942 odsoudil k trestu smrti. Z policejní vazby v Praze na Karlově náměstí byla deportována do Malé pevnosti Terezín. Dne 23. října 1942 byla převezena do koncentračního tábora Mauthausen a o den později (24. října 1942) ji zde zavraždili ve 12.48 střelou z malorážní pistole do týla společně s dalšími spolupracovníky a rodinnými příslušníky atentátníků při fingované zdravotní prohlídce. Bylo jí 30 let.
Rodina ošetřovatelky, která se o novorozeného Jana Kubiše (* 1942) starala poté, co byla Marie Kubišová zavražděna nakonec dítě adoptovala a malý Jan tak druhou světovou válku přežil. S celoživotními následky po prodělaných nacistických pokusech přežil druhou světovou válku i prvorozený syn manželů Kubišových Rudolf (* 1938).

## Připomínka
Její jméno (Kubišová Marie roz. Kučerová *26.8.1912) je uvedeno na pomníku při pravoslavném chrámu svatého Cyrila a Metoděje (adresa: Praha 2, Resslova 9a). Pomník byl odhalen 26. ledna 2011 a je součástí Národního památníku obětí heydrichiády.